# Chen Yuxi
Chen Yuxi (chinesisch 陈芋汐, * 11. September 2005 in Shanghai) ist eine chinesische Wasserspringerin. Sie wurde 2019 in Gwangju und 2022 in Budapest Weltmeisterin im Einzelspringen vom 10-m-Turm. Bei den Olympischen Sommerspielen 2020 in Tokio wurde sie zusammen mit Zhang Jiaqi Olympiasiegerin im Synchronspringen vom Turm. Sie gewann außerdem die Silbermedaille im Einzelspringen vom 10-m-Turm. Bei den Olympischen Spielen 2024 in Paris wiederholte sie sowohl die Goldmedaille im Synchronspringen als auch die Silbermedaille im Einzel. 